# Дебреценська операція
Де́бреценська опера́ція (2 жовтня — 27 жовтня 1944) — наступальна операція в Східній Угорщині військ 2-го Українського фронту під командуванням маршала Малиновського. Метою проведення операції було виведення Угорщини з війни. Головний удар Червоної Армії спрямовувався на місто Дебрецен. З боку Вермахту оборону в районі Дебрецена тримала група армій «Південь» під командуванням генерала Фріснера.
В результаті проведення операції частинами РСЧА було вигнано нацистські війська з лівобережжя Тиси та Північної Трансильванії. Головний же підсумок полягав у дестабілізації політичного стану в Угорщині та ініціювання угорською стороною процесу переходу на сторону союзників.

## Нотатки
1. ↑  The German official history (Das Deutsche Reich und der Zweite Weltkrieg, printed 2007), Volume 8 (p. 876), states casualties (including wounded) as 15,000 Germans, 20,000 Hungarians, while noting that 18,000 Axis troops were taken POW. Armored losses are estimated as 200, and artillery losses are given as 490 Axis pieces.
2. ↑  This figure for Romanian losses is apparently a subtraction of the 84,010 Soviet losses mentioned in When Titans Clashed from the figure for overall Soviet and Romanian losses of 117,360 mentioned in Volume 8 of Das Deutsche Reich und der Zweite Weltkrieg. The figures from this volume appear to be taken from Ungváry's A magyar honvédség a második világháborúban (2005). Apart from the fact that Ungváry's work represents a Hungarian view of the battle, it is also of interest that total Romanian losses for operations in Hungary during the period 8 October 1944 - 15 January 1945 (a considerably longer period than the Debrecen Operation itself) are given as 42,700 in Axworthy's The Romanian Army of World War 2 (p. 23).